# Gunnar Theilmann Åbel
Gunnar Theilmann Åbel (auch: Aabel; * 6. Februar 1903 in Kopenhagen; † 1961) war ein dänischer Organist und Kantor.

## Leben
Gunnar Theilmann Åbel studierte an Det Kongelige Blindeinstitut in Kopenhagen, an welchem er später auch unterrichtete. Am 6. Juni 1928 bestand er am Det Kongelige Danske Musikkonservatorium das Orgelexamen.  Von April 1929 bis zu seinem Tod 1961 war er Organist an der Rigshospitalets Kirke in Kopenhagen. 1936 wohnte er in der Livjægergade 33 in Kopenhagen.

### Danmarks Blinde
Er war Mitglied des Vorstandes von Danmarks Blinde, einer dänischen Wohlfahrtsorganisation, die sich unter anderem der Publikation von Zeitschriften und Büchern in Brailleschrift widmete.

## Werke (Auswahl)
- Kompositioner for orgel : præludium og fuga, koralforspil og koralbearbejdelser. 	[Stockholm] : Nordisk Musikblad for Blinde (Braille). I Aleneste Gud i Himmerig [Nur Gott im Himmel] II Dagen viger og går borte [Der Tag wendet sich ab und entfernt sich] III Du, som går ud fra den levende Gud [Du, der du aus dem lebendigen Gott hervorgehst] IV  Fra Himlen højt kom budskab her [Vom Himmel hoch kommt eine Botschaft her] V Giv mig Gud en salmetunge [Gib mir, Gott, der Psalmen Zunge] VI Guds menighed syng [Die Gemeinde Gottes singt] VII  Gør døren høj gør porten vid [Macht hoch die Tür, die Tor macht weit] VIII Jesus, livets sol og glæde [Jesus, die Sonne des Lebens und Freude] IX  Kirken, den er et gammelt hus [Die Kirche ist ein altes Haus] X  Lover den Herre [Lobe den Herren] XI Søde Jesus vi er her [Süßer Jesus, wir sind hier] XII Vor Gud, han er så fast en borg [Unser Gott ist solch eine feste Burg] OCLC 873545942